# Килька
Ки́лька — общее название нескольких видов мелких стайных рыб семейства сельдевых, имеющих большое промысловое значение.

## Описание
Это стайные пелагические рыбы. Они имеют серебристый окрас и небольшой размер. На большой глубине рыба становится малозаметной из-за шиповатых чешуек на брюхе. Они сформированы в виде своеобразного киля, за счёт чего, рыба и получила своё название. Обитают кильки как в пресной, так и в солёной воде.

## Биология
К килькам относят рыб двух родов — шпроты и тюльки.
В частности, кильками являются:
- Европейский шпрот (Sprattus sprattus)
  - Балтийская килька
  - Черноморский шпрот
- Тюлька (Clupeonella delicatula и Clupeonella cultriventris), имеющая два подвида:
  - обыкновенная, или каспийская килька
  - азовско-черноморская тюлька
- Анчоусовидная килька (Clupeonella engrauliformis)
- Большеглазая килька (Clupeonella grimmi)
- Абрауская тюлька (абрауская килька) (Clupeonella abrau)

Кильки — мелкие рыбы. В среднем имеют длину 10 см, иногда достигают длины 17 см и веса до 50 граммов.
Живут стаями как в полносолёной, так и в опреснённой воде. Кильки держатся у поверхности недалеко от берега. Для нереста подходят ещё ближе к берегу. Питаются планктоном.
Название рыбы связано с наличием у неё на брюшке шиповатых чешуек, образующих киль, который делает рыбу более обтекаемой и менее заметной снизу.
Имеют пелагическую икру. Килька выметывает от 6 до 14 тысяч плавучих икринок.
Кильки живут 3—4 года. Созревают на втором году жизни.

## История
Первыми отметили пользу и питательные качества кильки шведы, которые до 1710 года безраздельно владели балтийской акваторией. В своей книге «Путешествие в Московию» шведский дипломат Ганн Айрман процитировал слова известной ливонской песни: «Если килька в море переведётся, тогда грозит погибель шведам».

## Промысел

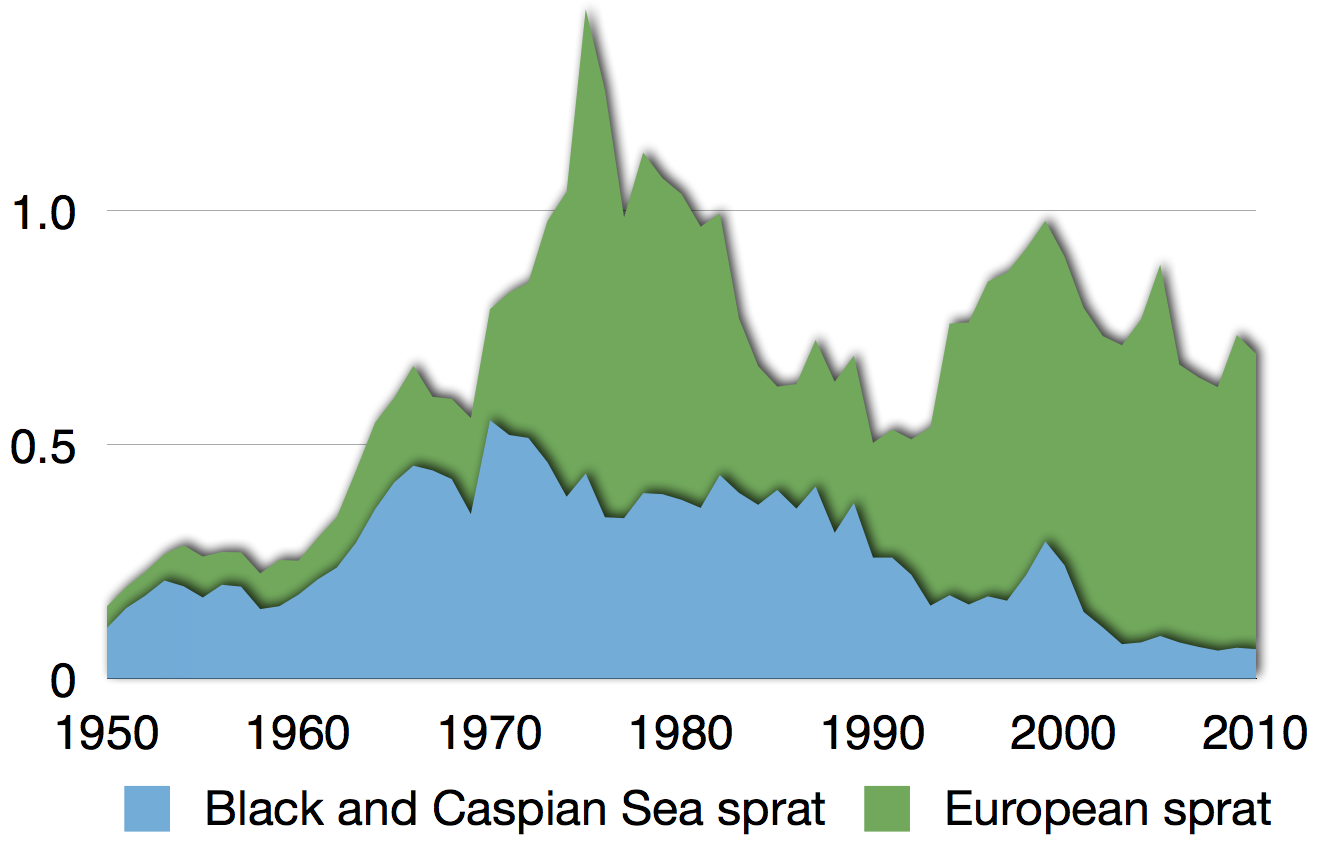
Динамика вылова кильки с 1950 по 2010 год: синий — тюлька, зелёный — шпрот

Килька имеет большое промысловое значение.
Является одной из важнейших промысловых рыб в Балтийском (10—20 % всех уловов), Северном и Норвежском морях и, в меньшей степени, в Средиземном и Чёрном море. Добыча кильки ведётся Россией, Норвегией, Данией, Латвией, Болгарией, республиками бывшей Югославии. Улов составляют около 600 тысяч тонн ежегодно.
Кильку ловят кошельковыми и ставными неводами, разными ловушками.
Килька употребляется в пищу в виде консервов (кильки, шпроты) или в копчёном, солёном и пряно-солёном виде.
Значительное количество кильки идёт на изготовление рыбной муки.

## Применение
Знаменитые консервы появились в СССР во времена правления Никиты Хрущёва. Продегустировав новинку Керченского рыбного завода, он сказал, что лучшего народного продукта и не придумаешь.

### Рецепт «Кильки в томате»
Рыба, вода, паста томатная, соль, сахар, масло подсолнечное, кислота уксусная, пряности.
Низкая стоимости и доступность обеспечила рыбке всеобщую народную любовь и признание. Они стали настоящим символом СССР.
Маргарет Тэтчер после своего визита в СССР угощалась консервами «килька в томате» в ходе своего визита и баловала ими своего любимого кота.
В настоящее время кильку можно приобрести в маринованном, солёном и свежезамороженном виде. Рыбу нередко солят, маринуют, делают из неё шпроты домашнего приготовления либо просто обжаривают на сковороде с растительным маслом.

### Состав и калорийность
100 г кильки содержит: 61 г воды, 84 мг холестерина, 14,3 г золы, 2,9 г ненасыщенных жирных кислот; витамины: РР, В2 и В1, D; минеральные вещества: фтор, никель, цинк, кальций, калий, магний, фосфор, хлор, железо, цинк, молибден.
100 г продукта содержит 137 ккал

### Польза кильки
Содержание большого количества полиненасыщенных жирных кислот оказывают на организм противоатеросклеротическое действие, снижают уровень вредных липопротеидов и триглицеридов низкой плотности. Большим содержание кальция, необходим организму для полноценной работы многих органов и систем. Основная польза кильки заключена не в мясе рыбы, а в хребте, чешуе, хвосте и косточках. В этих частях содержится наибольшее количество кальция и фосфора. Кильку необходимо есть правильно и готовить в целом виде, не пытаясь отделить мясо от костей. Содержится в кильке и витамин D, необходимый людям с остеопорозом, беременным женщинам и детям.

## Интересные факты
- Килька питается планктоном, конкурируя в Балтийском море с салакой. Из-за этого в те периоды, когда в Балтике много салаки — кильки мало, а когда много кильки — мало салаки.[источник не указан 540 дней]
- В XIX веке у берегов Англии килька часто вылавливалась в такой массе, что шла на удобрение полей[4].